# Акшибай
Акшиба́й — река в России, в Ростовской области и Республике Калмыкия. Течёт по Кетченеровскому, Заветинскому и Сарпинскому районам. Устье реки находится на высоте 56 м над уровнем моря в 16 км по левому берегу реки Кара-Сал напротив населённого пункта Шебалин Заветинского района Ростовской области. Длина реки — 103 км, площадь водосборного бассейна — 1330 км². Протекает возле населённых пунктов Догзмакин Республики Калмыкии, Киселёвка и Лобов Заветинского района Ростовской области.

## Бассейн
- Акшибай
  - б. Уланкина (правая составляющая[6])
  - б. Решета — (п)[6]
  - б. Лакожирова — (п)[6]
  - б. Сухая — (левая составляющая)[6]
  - б. Погребная — (п)[6]
  - б. Первая — (п)[6]
  - б. Горькая — (л)[6]
  - б. Харульная — (п)[6]
  - б. Дживальдык — (л)[6]
  - б. Аджин — (л)[6]

## Данные водного реестра
По данным государственного водного реестра России относится к Донскому бассейновому округу, водохозяйственный участок реки — Сал, речной подбассейн реки — Бассейн притоков Дона ниже впадения Северского Донца. Речной бассейн реки — Дон (российская часть бассейна).
Код объекта в государственном водном реестре — 05010500112107000015308.

## Источник
- Атлас Республики Калмыкия, ФГУП «Северо-Кавказское аэрогеодезическое предприятие», Пятигорск, 2010 г., стр. 52, 53, 54.